# Emmerich Smola
Emmerich Smola (* 8. Juli 1922 in Bergreichenstein, Tschechoslowakei; † 16. August 2011 in Kaiserslautern) war ein deutscher Dirigent.

## Wirken
Emmerich Smola studierte bereits mit 12 Jahren am Prager Konservatorium. 1946 begann er seine Karriere als Kontrabassist beim unter der französischen Militärregierung neu gegründeten Funkorchesters Kaiserslautern, dessen Chefdirigent er 1948 wurde. Nach dessen Fusion mit dem Unterhaltungsorchester Koblenz 1951 im Rahmen einer Senderumstrukturierung war er bis 1987 Chefdirigent des Rundfunkorchesters Kaiserslautern des Südwestfunks, daneben Abteilungsleiter für Musik und Leiter des Studios Kaiserslautern des Südwestfunks.
Nach Angaben des SWR dürfte Smola den Weltrekord halten, was Anzahl und Bandbreite der von ihm eingespielten Musik angeht: über 18.000 verschiedene Titel finden sich im Archiv des SWR – von der Barockmusik zur Neuen Musik, von Oper und Operette bis zu Jazz und Musical.

## Emmerich Smola als Namensgeber
Nach ihm benannt ist die Emmerich-Smola-Musikschule der Stadt Kaiserslautern, die Emmerich-Smola-Musikhalle in Kaiserslautern, der Emmerich-Smola-Platz in Kaiserslautern und ein Emmerich-Smola-Preis zur Förderung von Nachwuchsmusikern.

## Auszeichnungen
- 1976: Peter-Cornelius-Plakette des Landes Rheinland-Pfalz
- 1982: Verdienstorden des Landes Rheinland-Pfalz

## Filme über Smola
Harold Woetzel: Smola – ein Mythos (SWR-Fernsehfilm)
Heiko Plank: "Heiko Plank im Gespräch mit Emmerich Smola" (Aufzeichnung eines 45 Minuten langen Interviews, Kopie im Stadtarchiv Kaiserslautern)